# Arthedain
Arthedain, var et Dúnedain-kongerige, en af regionerne i Arnor. Arthedains hovedstad var Fornost.
I den tredje alder omkring år 800, faldt Cardolan og Rhudaur, kun Arthedain, stod nu mod Angmars invasion. 
I Arthedain var Isildurs blods-linje blevet opretholdt, kongefamilien nedstammede fra Eärendur den næstsidste konge af Arnor. 
Fornost faldt omkring 1970, efter nogle år blev Angmar dog til sidst besejret af resterne af Arthedains hær, med bistand fra Lindon, Kløvedal og Gondor